# Euphycus bocki
Euphycus bocki är en tvåvingeart som beskrevs av Krober 1912. Euphycus bocki ingår i släktet Euphycus och familjen stilettflugor. Inga underarter finns listade i Catalogue of Life.